# Multicaja
Multicaja (Caja Rural Aragonesa y de los Pirineos) fue una cooperativa de crédito de España, miembro de la Asociación Española de Cajas Rurales y de la Unión Nacional de Cooperativas de Crédito. Su domicilio social se encontraba en Huesca. Se integró en Bantierra.

## Historia
- 1948: Se funda la Caja Rural de Zaragoza.[2]
- 1964: Se funda la Cooperativa de Crédito Caja Rural Provincial, que más en el curso de su existencia ostentaría las denominaciones de Caja Rural Provincial de Huesca, Caja Rural Alto Aragón y por último Caja Rural de Huesca, Sociedad Cooperativa de Crédito.[2]
- 2001:
  - 14 de septiembre: Se constituye tras producirse una fusión entre Caja Rural de Huesca y Caja Rural de Zaragoza.
  - 31 de julio: Es autorizada por el Ministerio de Economía.
- 2009: Incorpora la Caja de Abogados.
- 2011: Anuncia un proceso de fusión con otra caja rural aragonesa, Cajalón,[3] con la que conformará la Nueva Caja Rural de Aragón, que a partir del 23 de enero de 2012 empieza a operar bajo la marca Bantierra.[4]

## Patrocinios
Patrocinó al equipo de la Superliga masculina de voleibol de España de la ciudad de Zaragoza, MultiCaja Fábregas Sport.